# Magallanes (Agusan del Norte)
Magallanes (Lungsod sa Magallanes - Bayan ng Magallanes - Municipality of Magallanes) es un municipio filipino de cuarta categoría, situado en la parte nordeste de la isla de Mindanao. Forma parte del Segundo Distrito Electoral de la provincia de Agusan del Norte situada en la Región Administrativa de Caraga, también denominada Región XIII.

## Geografía
Municipio situado en el centro de la provincia, a orillas de la bahía de Butuan en el mar de Bohol. En la desembocadura del río Agusan, en su margen derecha, aguas abajo de la ciudad de Butuan. Se trata del único río navegable de la isla.
Su término linda al norte con el municipio de Cabadbaran; al sur con la ciudad de Butuan; al este con dicho término y también con el de Remedios T Romualdez; y al oeste con la mencionada bahía.

### Barangays
El municipio de Magallanes se divide, a los efectos administrativos, en 8 barangayes o barrios, conforme a la siguiente relación:
| - Buhang - Caloc-an | - Guiasan - Marcos | - Magallanes (Población) - Santo Niño | - Santo Rosario - Taod-oy |  |

## Cultura

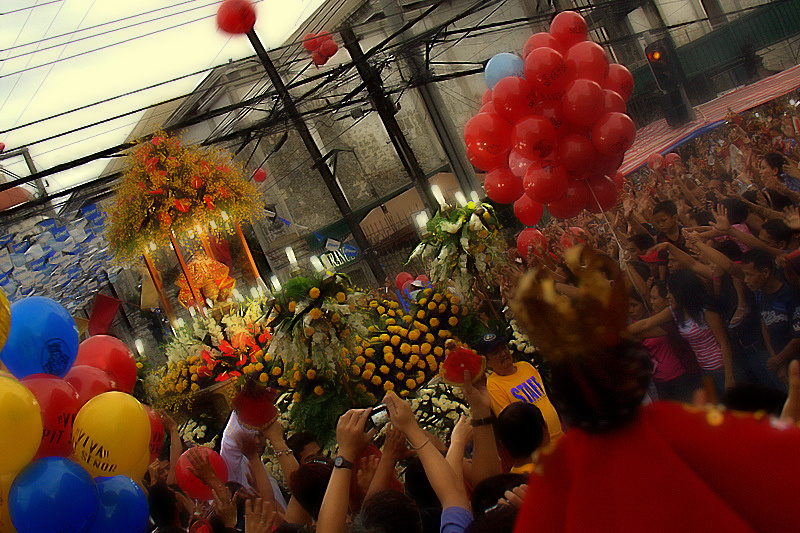
Festival de Sinulog.

El Festival de Lisagan se celebra todos los años cada tercer sábado del mes de octubre en honor de la patrona Nuestra Señora del Rosario.
El domingo siguiente a esta fiesta de modo similar al Festival de Sinulog se celabra una procesión en el río de Agusan y  Baug.
Próximo a las Casas Consistoriales (Municipal Hall) se encuentra el santuario donde tuvo lugar la primera misa en Filipinas, celebrada el 8 de abril de 1521.
La Cruz de Magallanes que se encuentra en Cebú,  se erigió aquí por Fernando de Magallanes antes de navegar hacia el norte. Como modo de prueba tenemos las ruinas de una iglesia cerca del río Agusan.